# M3 (álbum)
M3 es el tercer y último álbum independiente de la banda de metal industrial, Mushroomhead. Fue realizado en el año 1999 por su propio sello discográfico, que en ese tiempo era conocido como Shroom Co., pero este fue renovado con el nombre Filthy Hands en el año 2001. Before I Die, Solitaire/Unraveling, Xeroxed y Born of Desire fueron incluidos en el álbum compilación y de estudio XX, que fue lanzado por Eclipse y luego remasterizado por Universal en el año 2001.

## Canciones
1. "Before I Die" – 3:12
2. "Solitaire/Unraveling" – 4:34
3. "The New Cult King" – 5:05
4. "Inevitable" – 5:02
5. "Xeroxed" – 2:55
6. "The Final Act" – 4:43
7. "Conflict - The Argument Goes On" – 2:41
8. "Exploiting Your Weakness" – 4:20
9. "Beauteous" – 3:11
10. "Born of Desire" – 4:02

1. Dark and Evil Joe - 12:17

## Créditos
- Jeffrey Nothing - Vocales
- J Mann - Vocales
- Pig Benis - Bajo
- J.J. Righteous - Guitarras
- Gravy -Guitarras
- Shmotz - Piano, DJ y samples
- Skinny - Baterías